# Pagetopsis maculatus
Pagetopsis maculatus is een straalvinnige vissensoort uit de familie van krokodilijsvissen (Channichthyidae). De wetenschappelijke naam van de soort is voor het eerst geldig gepubliceerd in 1958 door Barsukov & Permitin.